# Museo Escultor Navarro Santafé
El Museo Escultor Navarro Santafé se encuentra en Villena (Alicante, España). Está ubicado en la planta baja de la que fue la casa de Antonio Navarro Santafé, en la calle que lleva su nombre. Su concepción parte del propio artista, quien acondicionó la planta baja de su casa para que pudiera albergar una exposición y, por mediación de su viuda, lo donó al Ayuntamiento de Villena. Abrió sus puertas por primera vez en 1983 y está registrado oficialmente desde 2000.

## Museo y colección
El edificio del museo es una casa tradicional villenense del siglo XIX, cuya planta baja modificó el artista para acondicionarla como estudio-exposición. Arquitectónicamente son de destacar tres arcos de distintos estilos que Navarro Santafé realizó para separar los ambientes del museo. 
La exposición consiste en diversas piezas que el autor fue trayendo de su estudio de Madrid: esculturas, pergaminos, escritos, bocetos, fotografías, etc. Es difícil encasillar la obra de Navarro Santafé dentro de alguna faceta, dado que dominaba muchas —desde las vírgenes y santos en talla y mármol hasta el retrato en busto—, pero se hizo famoso especialmente por sus esculturas animalísticas. Entre las más representativas de éstas se hallan el "Monumento al Oso y el Madroño" situado en la Puerta del Sol de Madrid o "El Monumento al Caballo" de Jerez de la Frontera, cuyos bocetos (en papel y escultura) pueden contemplarse en el museo. Piezas importantes son también sus grupos taurinos y de perros de caza, en los que cabe señalar la estilización de sus formas.
Esta misma fidelidad a la realidad se aprecia en sus retratos, como el del Monumento a Ruperto Chapí situado en Villena, —del cual hay bocetos y anteproyectos en el museo— o su autorretrato y el de su esposa. También pueden observarse diversos aspectos de la actual talla de Nuestra Señora de las Virtudes, patrona de Villena, que se conserva en el Santuario de Nuestra Señora de las Virtudes.